# Orosdy Fülöpné
Báró Orosdy Fülöpné Herczog Margit (Pest, 1871. március 20. – New York, 1957. október 15.) keresztényszociális aktivista, politikus, Slachta Margit és Kéthly Anna után a harmadik magyar női országgyűlési képviselő.

## Életpályája
Báró Herczog Péter politikus, neves gazdasági szakember és Schweiger Júlia leányaként született. Franciaországi és angliai intézetekben nevelkedett; 1893. október 11-én kötött házasságot Orosdy Fülöppel, aki apósához hasonlóan politikai-gazdasági pályán mozgott, 1910–1918 között a Nemzeti Munkapárt képviselője volt az Országgyűlésben. Házasságukból egy fiú és egy leány született. 1895. július 15-én Konstantinápolyban kikeresztelkedett a katolikus vallásra.
Férje oldalán hamar a szociális problémák felé fordult s számos jótékonysági mozgalomban vett részt az első világháború előtt. A háború után, melyben fia, Raoul 1916-ban elesett, figyelmét teljes egészében a szociális mozgalomnak szentelte. Vezetőségi tagja lett a Magyar Vöröskeresztnek (Vörös Kereszt Egylet), egyúttal a háború alatt a budapesti, Damjanich utcai palotáját harmincágyas kórházzá, birtokát pedig rokkantteleppé alakíttatta át, amik közül az utóbbit a két háború között is fenntartotta. Lánya, Júlia később Pálffy Gézához ment feleségül, aki 1939-ben szintén országgyűlési képviselő lett.
Az 1920-as évek vége felé kezdett érdeklődni a politika iránt, s rokonszenve a keresztényszocialista nézetrendszer felé fordult. Férje 1930-ban elhunyt. Az 1931-es választásokon párton kívüli keresztényszocialista programmal indult a szécsényi választókerületben, ahol meglepetésre mind a kormánypárti, mind a kerületet addig képviselő jelöltet megelőzve húszfőnyi többséggel országgyűlési képviselővé választották. A parlamentben végül a Keresztény Gazdasági és Szociális Párthoz csatlakozott, 1935-ben, a Gömbös-kormány által szervezett választásokon nem nyert mandátumot. 
Képviselősége alatt rajta kívül Kéthly Anna (Szociáldemokrata Párt), és az egyik 1932-es időközi választáson bejutott Melczer Lilla (Egységes Párt) voltak még női képviselők.